# Кадомська сільська рада
| Кадомська сільська рада — колишній орган місцевого самоврядування у Кагарлицькому районі Київської області з адміністративним центром у с. Кадомка. Історична дата утворення: в 1923 році. Сільській раді були підпорядковані населені пункти: - с. Кадомка - с. Зорівка - с. Калинівка |

## Склад ради
Рада складалася з 12 депутатів та голови.

### Керівний склад ради
| ПІБ                        | Основні відомості                                                                       | Дата обрання | Дата звільнення |
| -------------------------- | --------------------------------------------------------------------------------------- | ------------ | --------------- |
| Скуб Катерина Григорівна   | Сільський голова, 1959 року народження, освіта, позапартійна                            | 26.03.2006   | 19.06.2009      |
| Ільєнко Сергій Миколайович | Сільський голова, 1956 року народження, освіта, член народної партії                    | 20.06.2010   | 31.10.2010      |
| Ільєнко Сергій Миколайович | Сільський голова, 1956 року народження, освіта вища, член Партії регіонів               | 31.10.2010   | 18.03.2012      |
| Савченко Наталія Петрівна  | Сільський голова, 1968 року народження, освіта середня спеціальна, член Партії регіонів | 18.03.2012   |                 |

Примітка: таблиця складена за даними джерела